# Jakkapan Praisuwan
Jakkapan Praisuwan (Thai: จักพัน ไพรสุวรรณ, * 6. März 1997 in Songkhla), auch als Nook bekannt, ist ein thailändischer Fußballspieler.

## Karriere

### Verein
Das Fußballspielen erlernte er in der Suankularb Wittayalai School und in der Jugendmannschaft des Chamchuri United FC, wo er 2015 auch seinen ersten Vertrag unterschrieb. Der Verein spielte in der dritten Liga, der damaligen Regional League Division 2. Mit Chamchuri trat er in der Bangkok Region an. Für dem Verein stand er 16-mal auf dem Spielfeld. 2016 wechselte er nach Pattaya zum Erstligisten Pattaya United. Für Pattaya lief er 57-mal in der ersten Liga auf und erzielte dabei drei Freistoßtore. 2019 unterschrieb er einen Vertrag beim Erstligisten Samut Prakan City FC. Für den Verein aus Samut Prakan absolvierte er 58 Erstligaspiele. BG Pathum United FC, der amtierende Meister, verpflichtete ihn im Juli 2021. Am 1. September 2021 gewann er mit BG den Thailand Champions Cup. Das Spiel gegen den FA-Cup-Gewinner Chiangrai United im 700th Anniversary Stadium in Chiangmai gewann man mit 1:0. Ein Jahr später, am 6. August 2022, gewann er zum zweiten Mal mit BG den Champions Cup. Das Spiel gegen den Meister Buriram United wurde mit 3:2 gewonnen. Am 20. Mai 2023 stand BG das Endspiel des Thai League Cup. Das Finale wurde gegen Buriram United mit 2:0 verloren. Am 16. Juni 2024 stand er mit BG im Finale des Thai League Cup. Hier gewann man durch ein Tor von Teerasil Dangda gegen Muangthong United mit 1:0. Im gleichen Monat wechselte er auf Leihbasis zum Ligakonkurrenten Muangthong United. Hier bestritt er acht Ligaspiele. Im Dezember 2024 kehrte er nach der Ausleihe zu BG zurück. Nach der Rückkehr zu BG wurde sein Vertrag nicht verlängert. Im Januar 2025 unterschrieb der Verteidiger einen Vertrag beim Hauptstadtverein Bangkok United. Am Ende der Saison 2024/25 feierte er mit Bangkok die Vizemeisterschaft. Nach einer Spielzeit wurde sein Vertrag im Sommer 2025 verlängert.

### Nationalmannschaft
2014 lief er zweimal für die thailändische U21-Nationalmannschaft auf. Sein Debüt in der A-Nationalmannschaft gab er am 27. Mai 2022 in einem Freundschaftsspiel gegen Turkmenistan. Im Januar 2023 gewann er mit dem Team die Südostasienmeisterschaft.

## Erfolge

### Verein
BG Pathum United FC
- Thailändischer Vizemeister: 2021/22
- Thailändischer Supercup-Sieger: 2021, 2022
- Thailändischer Ligapokalsieger: 2023/24
- Thailändischer Ligapokalfinalist: 2022/23

Bangkok United
- Thailändischer Vizemeister: 2024/25

### Nationalmannschaft
Thailand
- Südostasienmeisterschaft:  2022